# Hoven (westfälisches Adelsgeschlecht)

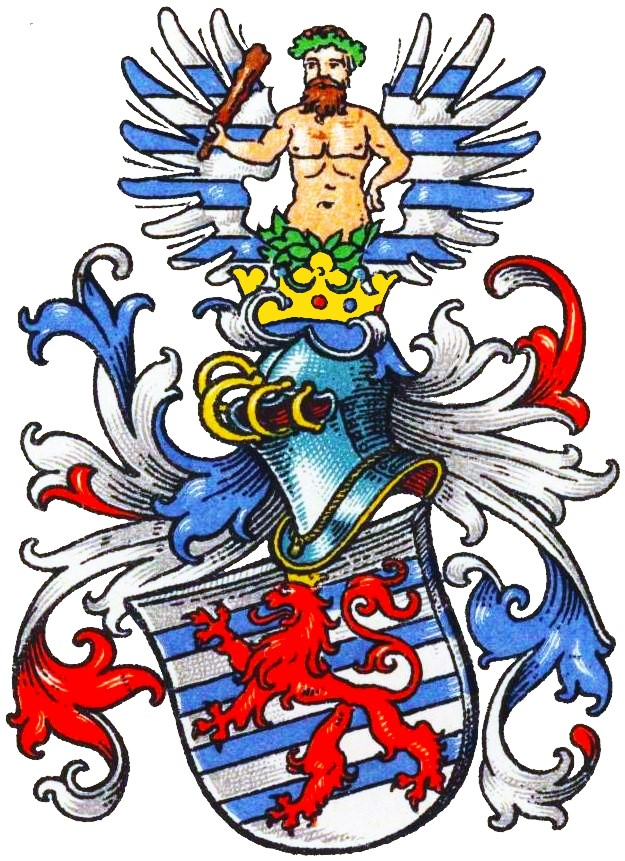
Wappen derer von der Hoven im Wappenbuch des Westfälischen Adels

Von der Hove(n) (auch Vondern bzw. Vondern genannt von der Hove o. ä.) ist der Name eines erloschenen westfälischen Adelsgeschlechts.
Die Familie ist zu unterscheiden von den namensgleichen, aber nichtverwandten württembergisch-bayerischen Hoven und den rheinländischen Hoven genannt Pampus. 

## Geschichte
Das Geschlecht war ein klevisches Ministerialengeschlecht. Als Herren von Vonderen erscheint die Familie urkundlich erstmals bereits 1162. 1397 wurde Dietrich von Vondern genannt von der Hove zusammen mit Dietrich Repe von Graf Dietrich I. von der Mark mit dem Hof Vondern belehnt. Als dieser Dietrich von Vondern keine männlichen Erben hatte, teilte er seinen Besitz 1401 unter seinen Töchtern Vredune und Bate auf. Zu jener Zeit ist erstmals von einer Burg die Rede. Durch Heirat kam die Anlage Anfang des 15. Jahrhunderts an die Familie von Loë.
Neben Vondern war das Geschlecht an weiteren Orten im Vest Recklinghausen und in der niederländischen Provinz Overijssel ansässig. Im Vest besaßen sie schon 1393 Haus Hove im heutigen Bottrop und 1443 Haus Oberhausen an der Emscher. In den Niederlanden saßen sie 1623 und noch 1641 auf Lichtenberg sowie 1623 und noch 1664 auf Polwick/Pulwich.
1430 erscheint Johan van Vonderen gen. vander Hoeven als Zeuge in einer Urkunde der Familie Loë. 1443 wurde Derich van Vonderen in Nachfolge seines Schwagers Rosier Duyker vom klevischen Herzog Adolf mit Haus Oberhausen belehnt. Johann von der Hove zu dem Overhus († 1571) machte 1543 bekannt, dass er vom Werdener Abt Hermann von Holten mit zwei Gütern in Harnscheid bei Werden im Kirchspiel Neukirchen belehnt worden war. 1566 erscheint Johan von der Hove thon Overhuiss zusammen mit Baltazar uf dem Berge als sie sich für Johan uf dem Berge verbürgen. Johanns ältester Sohn Robert von der Hove zu Oberhausen erscheint urkundlich 1570–1608. Von den von der Hovens gelangte die Wasserburg Oberhausen 1615 nach langen Erbstreitigkeiten durch einen Vergleich an Conrad von Boenen.
Friedrich Wilhelm von der Hove zu Pulwich präsentierte am 20. Dezember 1664 eine Adelsprobe mit acht Ahnen (Hove, Erp von Techeln, Schmülling, Dumßler, Auf dem Berg, Bodelschwingh, Freidag v. Goen, Aldenbockum), um in der klevischen Ritterschaft aufgeschworen zu werden.
Nach dem Tod ihres ersten Ehemanns Stephan Vinzenz von Quadt-Wickrath heiratete Albertina Johanna Maria von Hoven zu Haus Hove ihren Kammerdiener Peter Otto Bonecamp, der sich 1710 zum „Freiherrn von der Hoeven“ erheben ließ, was von preußischer Seite 1713 anerkannt wurde. Mit seinem Tod 1737 erlosch die Familie von der Hoven.

## Persönlichkeiten
- Adelheid von der Hoven, 1435–1440 Äbtissin des Klosters Sterkrade

## Wappen
Blasonierung: In Silber vier blaue Querbalken. Über alles hin ein roter doppelschwänziger gekrönter Löwe. Auf dem gekrönten Helm mit blau-rot-silbernen Helmdecken ein wachsender wilder Mann, der in der Rechten eine Keule schwingt und die Linke einstemmt, zwischen einem offenen silbernen Flug, die Flügel mit den blauen Balken belegt.
Leopold von Ledebur berichtet, dass das Wappen des letzten „Freiherrn von Hoeven“ eine andere Tingierung besaß: In Rot fünf silberne Balken, überdeckt von einem gekrönten blauen Löwen. Auf dem Helm zwischen zwei in Silber und Blau balkenweise geteilte Flügel ein nackter halber Mann.
Auffallend ist die Wappenähnlichkeit mit den weniger als 10 Kilometer entfernt ansässigen von der Horst zu Haus Horst an der Emscher. Ein Verwandtschaft ist jedoch nicht belegt.